# زید (قوبا)
زید (به ترکی آذربایجانی: Zeyid) یک منطقه مسکونی است که در شهرستان قوبا در جمهوری آذربایجان واقع شده‌است. این دهستان بخشی از شهرداری بودوق را تشکیل می‌دهد.